# Monroe City (Missouri)
Monroe City és una població dels Estats Units a l'estat de Missouri. Segons el cens del 2000 tenia 2.588 habitants.

## Demografia
Segons el cens del 2000, Monroe City tenia 2.588 habitants, 1.061 habitatges, i 661 famílies. La densitat de població era de 323,4 habitants per km².
Dels 1.061 habitatges en un 31,6% hi vivien nens de menys de 18 anys, en un 47,1% hi vivien parelles casades, en un 11,7% dones solteres, i en un 37,7% no eren unitats familiars. En el 34% dels habitatges hi vivien persones soles el 15,8% de les quals corresponia a persones de 65 anys o més que vivien soles. El nombre mitjà de persones vivint en cada habitatge era de 2,35 i el nombre mitjà de persones que vivien en cada família era de 3,04.
Per edats la població es repartia de la següent manera: un 26,3% tenia menys de 18 anys, un 7,7% entre 18 i 24, un 25,2% entre 25 i 44, un 21,9% de 45 a 60 i un 19% 65 anys o més.
L'edat mediana era de 38 anys. Per cada 100 dones de 18 o més anys hi havia 80,5 homes.
La renda mediana per habitatge era de 30.377 $ i la renda mediana per família de 38.750 $. Els homes tenien una renda mediana de 28.947 $ mentre que les dones 20.114 $. La renda per capita de la població era de 14.937 $. Entorn del 7,3% de les famílies i l'11% de la població estaven per davall del llindar de pobresa.

## Poblacions més properes
El següent diagrama mostra les poblacions més properes.